# Майами (Аризона)
Майами — город в Соединенных Штатах Америки. Находится в округе Джила (Хила), штат Аризона.
Майами — маленький город в стиле Дикого Запада, в котором основным источником производства является добыча медной руды. Майами возник в XIX веке, на волне переселений и в результате начавшегося экономического подъёма. В настоящее время большинство медных рудников являются бездействующими, хотя небольшая часть шахт ещё работает.
Старый центр города Майами представленный домами в стиле Western относительно недавно частично отремонтирован и пользуется некоторым спросом у туристов. Однако основное население города живёт в однотипных домах для малообеспеченных слоев.
Согласно переписи 2010 года, население города было 1837 человек. Общая площадь города — 9 квадратных миль (2.2 км²).

## Географическое положение
Город расположен на северо-восточном склоне гор Пинал и окружен с трех сторон (кроме восточной стороны) Национальным парком Тонто. Рядом с городом проходят трансамериканские шоссе № 60 и 70, а также Восточная Железная дорога.